# Casa do Deão (Santiago de Compostela)
A Casa do Deão (em galego: Casa do Deán; em castelhano: Casa del Deán) é um pazo (palácio ou palacete) do século XVIII situado no centro histórico de Santiago de Compostela, Galiza, Espanha. Atualmente alberga o Escritório (Oficina) do Peregrino, um departamento da Arquidiocese de Santiago de Compostela que emite a compostela, um documento que comprova que o peregrino percorreu o Caminho de Santiago.
O edifício é uma das várias obras do arquiteto e engenheiro compostelano Clemente Fernández Sarela, um dos principais protagonistas do chamado Barroco compostelano, que também desenhou, por exemplo, a Casa do Cabido ou o Palácio de Bendaña. Entre as várias casas-palácio que existem em Compostela, a Casa do Deão é considerada uma das mais caraterísticas do barroco compostelano. As obras tiveram lugar entre 1747 e 1753. A fachada apresenta o mais variados elementos decorativos, desde volutas e pináculos até peças de inspiração jacobeia, como a concha vieira. Para o escritor galego Otero Pedrayo, o jogo de sólidos geométricos em volta da varanda e sobre a porta é um dos exemplos mais bem conseguidos do barroco decorativo. No interior, o vestíbulo e a escadaria também ostentam um tom aristocrático, que domina no resto do palácio.
A casa deve o seu nome ao facto de ser usada como hospedaria pelos deões da catedral. A tradição de hospedaria remonta a uma das proprietárias, Dona Juana de Ulloa, cujo nome está ligado à história da cidade. Essa nobre foi anfitriã de visitantes ilustres e com o tempo os bispos forasteiros tornaram-se os convidados preferenciais da casa.